# Schlesische Zeitung

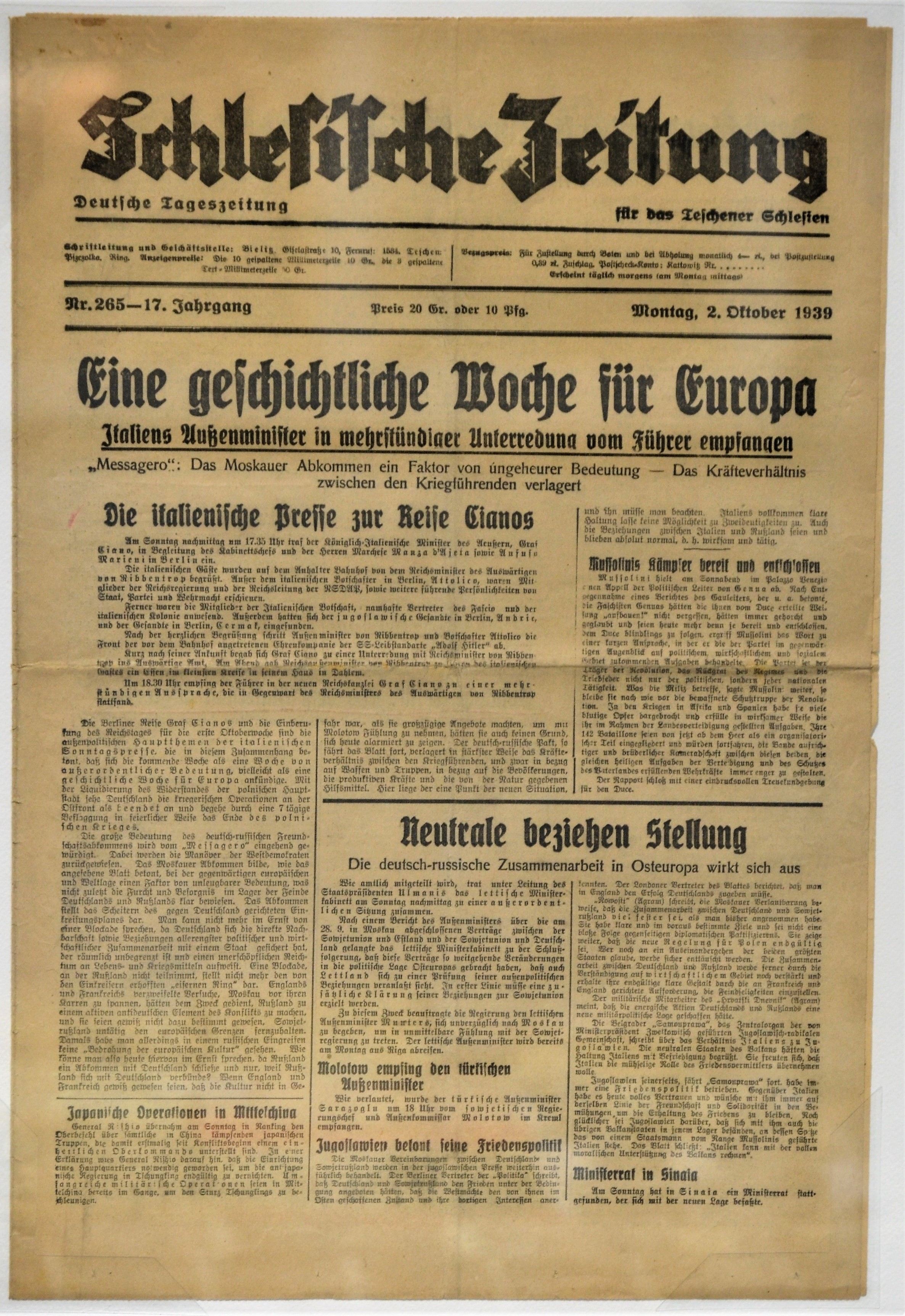
Première page du Schlesische Zeitung du 2 octobre 1939

Le Schlesische Zeitung (en français: Journal silésien) était un journal de Prusse et du Reich allemand. Il est fondé en 1742 et cesse de paraître en 1945.
Il est fondé lorsque le libraire de Breslau Johann Jacob Korn se voit accorder la concession du journal par Frédéric II de Prusse après que la Prusse ait pris le pouvoir en Silésie. Le 3 janvier 1742, Korn publie un nouveau journal sous le titre Schlesische Privilegierte Staats-, Kriegs- und Friedenszeitung. Publié initialement trois fois par semaine, il se vend de 1 200 à 1 300 exemplaires en 1801 sur huit presses manuelles. Il devient le Schlesische privilegirte Zeitung en 1813 et dans sa 34e édition, le 20 mars 1813, il publie An Mein Volk, le discours de Frédéric-Guillaume III de Prusse qui déclenche la campagne allemande des guerres napoléoniennes - à cette époque, il est disponible dans tous les bureaux de poste royaux de Prusse.

## Rédacteurs célèbres
- 1827–1836: Johann Gottlieb Kunisch (de) (1789–1852) est un professeur de lycée allemand au Collège Fridericianum de Breslau, auteur de livres et rédacteur.
- 1836–1839: Johann Schön (de) (1802–1839) est un professeur autrichien de sciences politiques à l'université de Breslau.
- 1864/71–1890: Heinrich von Blankenburg (de) (1820–1897) est un officier, historien et publiciste prussien.